# Timothy Driesen
Timothy Driesen (* 27. März 1984) ist ein australischer Hammerwerfer.
Bei den Commonwealth Games wurde er 2010 in Neu-Delhi Siebter und 2014 in Glasgow Fünfter.
Von 2011 bis 2014 wurde er viermal in Folge Australischer Meister.

## Persönliche Bestleistungen
- Diskuswurf: 59,30 m, 29. September 2005, Brisbane
- Hammerwurf: 70,76 m, 2. März 2012, Melbourne